# Budischowsky & Söhne
Budischowsky & Söhne byla koželužská společnost v Třebíči, sídlila na Stařečce v domě č. 87 a později i domech okolních. Založena v prostorách na Stařečce byla kolem roku 1700, nicméně počátky řemesla pochází již od Řehoře Budischowského (1541–1609).

## Dějiny

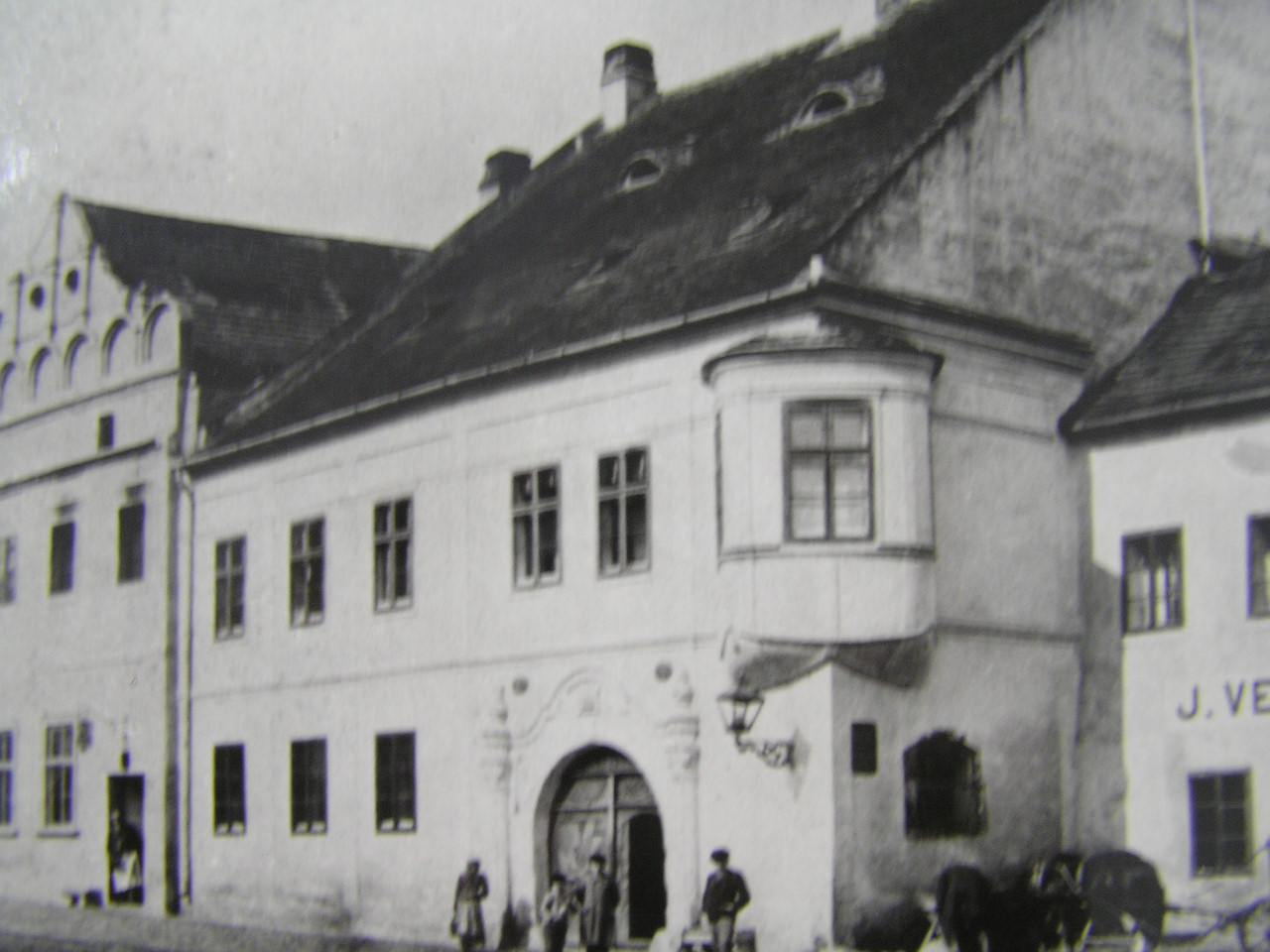
Stará fotografie domu č. 87 na Stařečce

Rodina Budischowských má pocházet z nedalekého Budišova, prvním doloženým členem rodiny, který má zároveň i první dílnu je Řehoř Budischowsky. Jeho syn Jan (narozen 1574) již byl členem městské rady a také starším literátského bratrstva, v roce 1609 se narodil syn Jan, ten převzal dílnu. Tento umírá roku 1636 a jeho synové téhož roku emigrují z důvodu pronásledování církve bratrské.
Druhý syn Jana (* 1574) Nicolaus již přestěhoval rodinu do domu č. 87 na Stařečce, Nicolaus se narodil v roce 1630 a stal se opět váženým občanem města a radním, zemřel v roce 1722 a měl několik synů. Jediným, který se dožil dospělosti a převzal tak společnost, byl Karel Budischowsky (26. ledna 1683 – 16. března 1742), stal se opět radním a také se stal i purkmistrem města. Dalším dědicem společnosti byl Franz Karl (7. prosince 1717 – 17. května 1778), ten opět byl radním a také filantropem, měl opět několik synů a dalším pokračovatelem tradice byl Johan Jakob Budischowsky (1. května 1721–1768). Dalším pokračovatelem byl Johan Anton Budischowsky 6. května 1757, ten již založil samotnou společnost Budischowsky & Söhne. Tento byl dvakrát ženat, v prvním manželství se žádné z dětí nedožilo dospělosti, v druhém manželství se již děti dožily dospělosti. Dcery provdal za další koželuhy z Třebíče.
Po smrti Johana Antona tak dílnu převzali Bratři František Budischowsky (Franz Budischowsky) a Karel Budischowsky (Carl Budischowsky), o nemovitosti a dílnu na Stařečce se dále staral hlavně František, Karel Budischowsky se osamostatnil a s pomocí svého švagra Karla Leopolda Funduluse zakoupil nemovitosti v Borovině. František zakoupil sousední domy na Stařečce, statek v Kožichovicích a také dům ve Vídni, kde byla zřízena filiálka. Stal se mimo jiné i velitelem praporu třebíčské Národní gardy. V roce 1852 byly podíly v borovinských podnicích vyplaceny Karlem a František tak zůstal pouze na Stařečce, kde se mu začalo hůře dařit. Velké problémy společnosti udělala hospodářská krize sedmdesátých letech. V roce 1885 se ředitelem firmy stal Josef Budischowsky, společnost převedl přes krizi a následně ji reorganizoval. Roku 1894 byly postaveny nové objekty pro výrobu, kde byly představeny nové stroje z Anglie, Ameriky a Německa a nový parní stroj. Zpracovávaly se primárně jemné kůže. V roce 1900 byly výrobky prezentovány v Paříži na průmyslové výstavě, kde získaly velkou cenu. V roce 1908 se stal ředitelem společnosti Franz Xaver Alois Karl Budischowsky (30. května 1864 – ?), ten posléze v roce 1918 provedl fúzi se společností prastrýce – tj. s Carl Budischowsky & Söhne. Následně se stal vedoucím pobočky ve Velkých Bošanech. Posléze společnosti působily pod společným názvem Carl Budischowsky & Söhne.